# Tonkli
Tonkli je priimek več znanih Slovencev:
- Andrina Tonkli-Komel (* 1961), filozofinja
- Josip Tonkli (1834—1907), pravnik in politik
- Matjaž Tonkli, arhitekt
- Nikolaj Tonkli (1844—1902), pravnik in politik
- Peter Tonkli (1935—2019), lepidopterolog (zbiralec metuljev)
- Štefan Tonkli (1908—1987), rimskokatoliški duhovnik in pesni